# جویس بیتی
جویس بیتی (به انگلیسی: Joyce Beatty) نمایندهٔ حوزه انتخابیه سوم اوهایو از حزب دموکرات ایالات متحده آمریکا در مجلس نمایندگان ایالات متحده آمریکا است که برای نخستین‌بار در ۶ ژانویه ۲۰۱۳ میلادی به‌عضویت این مجلس درآمد.